# Septo orbitario
En anatomía, el septo orbitario (fascia palpebral) es una lámina membranosa que actúa como límite anterior (frontal) de la órbita. Se extiende desde los bordes orbitales hasta los párpados. Forma la porción fibrosa de los párpados.

## Estructura
En el párpado superior, el septo orbitario se fusiona con el tendón del elevador del párpado superior, y en el párpado inferior con la placa tarsal.
Cuando los ojos están cerrados, toda la abertura orbitaria está cubierta por el septo y los tarsos. Medialmente, el septo es delgado y, al separarse del ligamento palpebral medial, se une al hueso lagrimal en su cresta posterior. Tanto el ligamento medial, como su contraparte lateral que es mucho más débil, están unidos al septo y a la órbita, por lo que mantienen los párpados fijos mientras el ojo se puede mover.
El septo está perforado por los vasos y nervios que pasan desde la cavidad orbitaria hacia la cara y el cuero cabelludo.

## Importancia clínica
Con la edad, el septo puede debilitarse y, como resultado, la grasa orbitaria puede herniarse hacia adelante. La operación para corregir esta condición se denomina blefaroplastia.
El septo orbitario es un hito importante para distinguir entre la celulitis orbitaria (dentro del septo) y la celulitis periorbitaria (fuera del septo).

## Radiología
El septo orbitario aparece como hipointenso en las imágenes ponderadas en T1 y T2 de la MRI, en contraste con la grasa hiperintensa circundante.